# Johann IV. (Leuchtenberg)
Johann IV. von Leuchtenberg (* 1470 in Pfreimd; † 1. September 1531 in Grünsfeld) war von 1487 bis zu seinem Tod Landgraf von Leuchtenberg.
Er war der Sohn und Erbe des Landgrafen Friedrich von Leuchtenberg († Nürnberg 19. Mai 1487) und dessen Gattin Dorothea von Rieneck.
Johann schlug sich im Landshuter Erbfolgekrieg auf die Seite von Philipp von der Pfalz und wurde deshalb kurzfristig vom römisch-deutschen König Maximilian I. vertrieben.
Johann war dennoch bei Herzog Georg dem Reichen und später bei Herzog Ludwig V. gegen Jahressold angestellt, zwischen 1513 und 1518 gar als Statthalter von Amberg für 1000 Gulden Jahresgehalt. Durch diese Mehreinnahmen konnte er den Brüdern Ottheinrich und Philipp sowie dem Markgrafen Friedrichs des Ältern Geld leihen, er und seine Nachkommen bekamen aber nur wenig davon zurück.
Er verkaufte 1515 endgültig Neuhaus an das Kloster Waldsassen, kaufte dafür 1530 Luhe und Wernberg von Ritter Hans Adam Wißpeck zu Volburg und erhob die Residenz Pfreimd zur Stadt. Außerdem führte er die Primogenitur in der Landgrafschaft ein.
Er heiratete Margareta von Schwarzburg († 1518). Mit ihr hatte fünf Kinder:
- Georg III. (* 1502; † 1555), 1531 Landgraf von Leuchtenberg
- Anna (* 1506; † 1555), ⚭ Martin von Oettingen († 1549)
- Elisabeth  (* 1508; † 1560), ⚭ Graf Karl Wolfgang von Oettingen († 1549)
- Hans (* 1511; † 1572), geisteskrank
- Christoph († 1554)